# Mexicaans wolharig grijpstaartstekelvarken
Het Mexicaans wolharig grijpstaartstekelvarken (Coendou mexicanus) is een der stekelvarkens van de Nieuwe Wereld dat leeft in de regenwouden van Midden-Amerika, van Mexico tot Panama. Niet te verwarren met het wolharig grijpstaartstekelvarken (Coendou insidiosus) welke onder andere in Brazilië voorkomt.

## Afmetingen
Lengte: kop-romp 35-46 cm, staart 20–36 cm. Gewicht: 1,4-2,6 kg.

## Uiterlijk
Het grijpstaartstekelvarken is een groot knaagdier met kenmerkende geeloranje stekels die de rug en de staart bedekken. Deze korte, dikke stekels dienen vooral ter verdediging tegen roofdieren. De stekels zijn voorzien van kleine weerhaakjes, welke alleen onder een microscoop zichtbaar zijn, waardoor de stekels moeilijk te verwijderen zijn als deze in de huid van een belager gedrongen is. In tegenstelling tot wat vaak verteld wordt, kunnen stekelvarkens niet met hun stekels schieten. Tussen de stekels zitten lange, zachte haren die in kleur variëren van donkergeel tot donkerbruin. Vooral op de buik zijn deze wollige haren, waarin deze soort zijn naam ontleent, goed te zien. De lange, sterke grijpstaart, die gebruikt wordt om takken vast te grijpen bij het klimmen, is vrij van stekels. Het uiterste puntje van de staart is kaal en voorzien van een eeltkussentje voor extra houvast bij het klimmen. Dit dier heeft een kleine, ronde kop met een grote, roze neus en een stevig lichaam met een hoge, gewelfde rug en korte poten. Het boomstekelvarken heeft een vaalkleurig, onbehaarde snuit en aan alle poten zitten brede voeten met vier tenen en scherpe klauwen, die grip geven bij het klimmen.

## Levensverwachting
Het grijpstaartstekelvarken kan tot 18 jaar oud worden.

## Leefomgeving
Beboste gebieden van zeeniveau tot op 3200 m hoogte vormen de habitat van dit grijpstaartstekelvarken. Hij komt voor van Veracruz (Mexico) tot het westelijke deel van Panama.

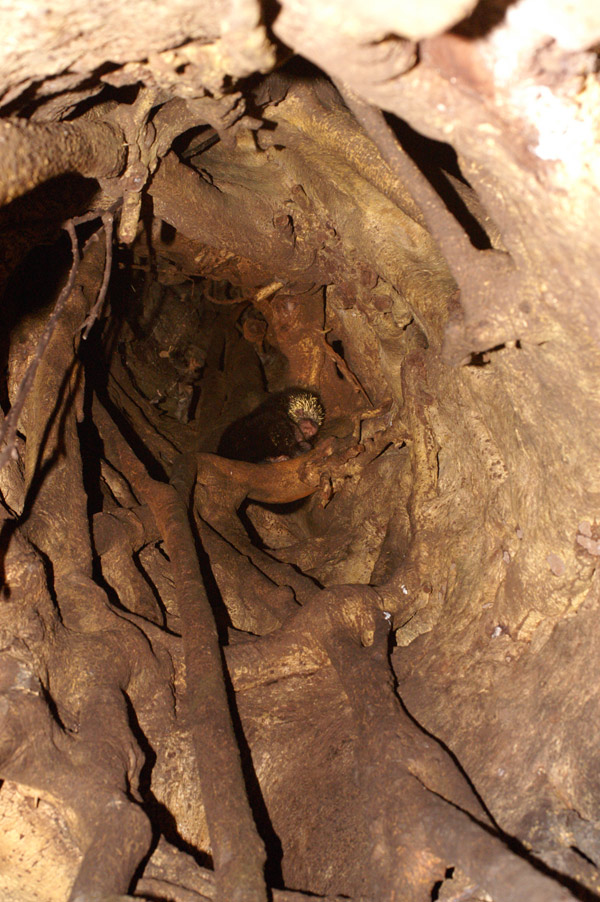
Het stekelvarken slapend in een vijgenboom; Monte Verde - Costa Rica.

## Voedsel
Boomstekelvarkens voeden zich vooral met vruchten. Daarnaast worden ook noten, bloesem en jonge twijgjes gegeten en soms vangen boomstekelvarkens zelfs insecten en kleine reptielen.

## Leefwijze
Het grijpstaartstekelvarken is een voornamelijk nachtactief en boombewonend dier. Deze soort leeft solitair of in paartjes. Overdag wordt er gerust in een boomholte enkele meters boven de grond. Bij het klimmen slaat dit knaagdier zijn grijpstaart om een tak als hij van de ene naar de andere tak te komen. Dit doet het grijpstaartstekelvarken voorzichtig en langzaam en dit dier trekt zijn staart pas terug als het met al zijn vier poten op de volgende tak staat. Ook kan het grijpstaartstekelvarken zonder probleem aan zijn staart aan takken hangen, zodat de voorpoten vrij zijn om voedsel te verzamelen. Zelden dalen deze boombewoners af naar de grond. Het grijpstaartstekelvarken is een rustig dier, maar het kan zeer agressief reageren wanneer het wordt aangevallen of een soortgenoot zijn territorium binnendringt. Rivaliserende stekelvarkens proberen elkaar te verwonden met de scherpe stekels of door te bijten. Zowel de mannetjes als de vrouwtjes bakenen hun territorium af met urine. Wanneer ze bedreigd worden door een roofdier, rollen deze stekelvarkens zich op tot een bal.

## Voortplanting
Op een leeftijd van twee jaar zijn deze grijpstaartstekelvarkens geslachtsrijp. De paartijd valt aan het einde van het jaar en na een draagtijd van ongeveer 200 dagen worden de één of twee jongen geboren. Al bij de geboorte zijn ze volledig behaard. De stekels zijn dan nog zacht en plooibaar, maar binnen enkele uren harden ze uit. Na ongeveer tien dagen openen de jongen hun ogen en een week later eten ze voor het eerst vast voedsel. Jonge mannetjes zijn volwassen bij een leeftijd van 16 maanden. De vrouwtjes zijn geslachtsrijp na 18 maanden.

## Geluid
Het grijpstaartstekelvarken produceert een blazend en klikkend geluid als hij zich bedreigd voelt.